# GRAM (小銃)
GRAMは1960年代にスウェーデンのカールグスタフ銃器工廠が試作したアサルトライフルである。使用弾薬からバトルライフルに分類される場合もある。

## 概要
GRAMはスウェーデン陸軍の主力小銃であるAg m/42の後継として開発された自動小銃で、1961年に開発されたGRAM 61（Automatkarbin fm/1961）と、1962年に開発されたGRAM 63（Automatkarbin fm/1963）が存在する。この二つの小銃は、戦前よりスウェーデン軍の標準弾薬であった6.5x55mm弾を使用するモデルと、NATOの標準弾薬である7.62x51mm NATO弾を使用するモデルがそれぞれ試作された。
軍のトライアルには7.62mm仕様のGRAM 63の他にスプリングフィールド M14、ヴァルメト Rk60、シグ SG510、FN FAL、H&K G3が提出され、最終的にはGRAM 63、FAL、G3の三種類まで絞り込まれたが、GRAM 63は経済的な理由により採用されなかった。

## 特徴
GRAM 61とGRAM 63の内部構造は殆ど同一であるが、外見の違いによって容易に区別が可能である。
双方とも木製のハンドガードとグリップパネルを備えているが、GRAM 63のハンドガードには指掛け溝が追加されており、グリップパネルも固定方法が異なっている。
また、銃床はどちらもFAL PARA（FALの空挺部隊向け仕様）に類似した折畳式であるが、これもGRAM 61とGRAM 63では僅かに形状が異なっている。
その他にもレシーバーやマガジンハウジング、フラッシュハイダー等の形状も差異がある。